# باش‌بلاغ (شهرستان قره‌سو)
باش‌بلاغ (به لاتین: Bash-Bulak) یک منطقهٔ مسکونی در قرقیزستان است که در شهرستان قره‌سو (قرقیزستان) واقع شده‌است. باش‌بلاغ ۴٬۴۳۱ نفر جمعیت دارد و ۱٬۲۵۷ متر بالاتر از سطح دریا واقع شده‌است.